# Том Кленсі
То́мас Ле́о Кле́нсі молодший (англ. Thomas Leo Clancy Jr., більше відомий як Том Кленсі; 12 квітня 1947 — 1 жовтня 2013) — американський письменник, автор популярних романів-бестселерів в жанрі технотрилера та шпигунства. Том Кленсі також вважається експертом в галузі озброєнь, геополітики та секретних спецслужб.

## Біографія
Том Кленсі народився 12 квітня 1947 р. в графстві Калверт, штату Меріленд. По закінченні школи у м. Тоусон у 1965 р. вивчав англійську літературу в приватному католицькому коледжі Св. Лойоли в Балтіморі. Все дитинство мріяв про службу у армії, однак по закінченні коледжу у 1968 р. в зв'язку з поганим зором не зміг пройти медичний огляд і в армію не потрапив. Натомість почав працювати в страховому агентстві. У 1970 р. одружився зі своєю першою дружиною Вандою, з якою у них було семеро дітей. Шлюб розпався у 1998 р. Роком пізніше, 26 червня 1999 р. у віці 53 років одружився з 32-річною журналісткою Александрою Ллевелін.
Під час Холодної війни цікавився військовою історією, видами зброї та геополітикою, писав статті та інструкції по використанню окремих видів зброї. У 1984 р. опублікував свою першу книгу «Полювання за Червоним Жовтнем» (англ. The Hunt for Red October), яка миттєво стала бестселером і зажила йому великої популярності у США і за кордоном. Ця книга про втечу радянського підводного човна на Захід заслужила похвалу навіть президента Рональда Рейгана і згодом була екранізована. За цією книжкою слідували інші, майже кожна з них також ставала бестселером завдяки оригінальному поєднанню реалістичних геополітичних сценаріїв з детальним, технічним описом різних видів зброї. Деякі романи Кленсі виявилися напрочуд точними — наприклад у романі «Виконавчі накази» (англ. Executive Orders) він передбачив зіткнення комерційного літака з Пентагоном, майже точно, як це сталося 11 вересня 2001 р.
На думку деяких, знайомство Тома Кленсі з працівниками Пентагону і розвідки давало йому можливість користуватися інформацією з цих джерел. Якість і достовірність фактів у його романах були настільки високими, що ті стали програмною літературою у деяких коледжах США. Загалом, вийшло друком більш ніж 50 млн примірників його романів, багато з них були екранізовані. Том Кленсі також писав статті з військової історії, біографії та зокрема, інструкції з використання певних видів зброї. Тома Кленсі неодноразово запрошували на телебачення експертом. Зокрема, під час терористичних актів 11 вересня 2001 р. він був одним з експертів на Сі-Ен-Ен з питань ісламського тероризму і виступив на захист ісламу в цілому. Хоча його сприймали як прихильника консервативних поглядів, він не підтримав війну США у Іраку і виступав з критикою адміністрації президента Буша та військового департаменту.
Завдяки популярності своїх романів, за 20 років своєї кар'єри письменника Том Кленсі став одним з найбагатших авторів країни. Його ім'я стало використовуватися як особливий бренд пригодницької і шпигунської літератури, була створена серія комп'ютерних ігор тощо. Деякі останні романи на основі комп'ютерних серіалів були написані іншими авторами. 1993 року він став співвласником бейсбольної команди у Балтиморі.
1 жовтня 2013 року після нетривалої хвороби Том Кленсі помер у Лікарні Джонса Гопкінса в Балтиморі. Про причину смерті не було повідомлено.

### Романи
- «Полювання за Червоним Жовтнем» (The Hunt for Red October) (1984)
- «Червоний шторм піднімається» (Red Storm Rising) — у співавторстві з Ларрі Бондом (1986)
- «Ігри патріотів» (Patriot Games) (1987)
- «Кремлівський кардинал» (The Cardinal of the Kremlin) (1988)
- «Пряма та очевидна загроза» (Clear and Present Danger) (1989)
- «Сума всіх страхів» (The Sum of All Fears) (1991)
- «Без каяття» (Without Remorse) (1993)
- «Борг честі» (Debt of Honor) (1994)
- «Виконавчі накази» (Executive Orders) (1996)
- «Ударний підводний човен» (SSN) (1996)
- «Райдуга Шість» (Rainbow Six) (1998)
- «Ведмідь і Дракон» (The Bear and the Dragon) (2000)
- «Червоний кролик» (Red Rabbit) (2002)
- «Зуби тигра» (The Teeth of the Tiger) (2003)
- «В одній зв'язці» (Locked On) (2007)
- «Вектор загрози» (Threat Vector) (2009)
- «Живим чи мертвим» (Dead or Alive) — у співавторстві з Грантом Блеквудом (2010)
- «Право остаточного рішення» (Command Authority) (2013) — у співавторстві із Марком Грені

### Відеоігри

#### СеріяRainbow Six
- Tom Clancy's Rainbow Six
- Tom Clancy's Rainbow Six: Rogue Spear
- Tom Clancy's Rainbow Six 3: Raven Shield
- Tom Clancy's Rainbow Six: Lockdown
- Tom Clancy's Rainbow Six: Critical Hour
- Tom Clancy's Rainbow Six: Vegas
- Tom Clancy's Rainbow Six: Vegas 2
- Tom Clancy's Rainbow Six Siege
- Tom Clancy's Rainbow Six Extraction

#### СеріяSplinter Cell
- Tom Clancy's Splinter Cell
- Tom Clancy's Splinter Cell: Pandora Tomorrow
- Tom Clancy's Splinter Cell: Chaos Theory
- Tom Clancy's Splinter Cell: Double Agent
- Tom Clancy's Splinter Cell Conviction
- Tom Clancy's Splinter Cell Blacklist

#### СеріяGhost Recon
- Tom Clancy's Ghost Recon
- Tom Clancy's Ghost Recon 2
- Tom Clancy's Ghost Recon 3